# Dorthe Pedersen
Dorthe Friis Pedersen (Nykøbing Falster, 5 de noviembre de 1977) es una deportista danesa que compitió en remo.
Ganó dos medallas de plata en el Campeonato Mundial de Remo, en los años 1997 y 2002. Participó en tres Juegos Olímpicos de Verano, ocupando el cuarto lugar Atlanta 1996, el sexto en Sídney 2000 y el sexto en Atenas 2004, en la prueba de cuatro scull.

## Palmarés internacional
| Campeonato Mundial | Campeonato Mundial     | Campeonato Mundial | Campeonato Mundial |
| Año                | Lugar                  | Medalla            | Prueba             |
| ------------------ | ---------------------- | ------------------ | ------------------ |
| 1997               | Aiguebelette (Francia) | Medalla de plata   | Cuatro scull       |
| 2002               | Sevilla (España)       | Medalla de plata   | Cuatro scull       |